# シリコン・ワディ
シリコン・ワディ (Silicon Wadi) は、イスラエルのテルアビブからハイファへ至る海岸平野一帯のハイテクパーク。

## 概要
1990年代以降、冷戦の終結、ソビエト連邦の崩壊等により、高度な専門技術を持った人材が東欧から集まり、起業した。ベンチャー企業を支援する産官学の連携により、これまでに1000社以上にも上る数多くの企業が起業され、同時に世界中からインテルやマイクロソフト等、名だたるIT関連の企業が研究、開発拠点を構える。
90年以前のイスラエルには資金を供給するベンチャーキャピタルが育っていなかったので政府が「ヨズマ・プログラム」により育成に乗り出した。出資比率は民間が60%に対して政府が40%出資してさらに政府の出資分を民間が将来、安く買い取れるようにした。国情柄、製造業よりも集積回路の設計やセキュリティソフトの開発等、知識集約型の産業が多く、知的財産に重点を置く高付加価値型の産業を志向している。
イスラエルには兵役があるため、その時に培った技術、人脈を利用して退役後に起業する例も多い。